# Enrique de Montferrato
Enrique de Montferrato (Piamonte, 1020-Casale Monferrato, muerto en 1044 o 1045), fue marqués de Montferrato.

## Vida
Era miembro de la dinastía Aleramici. Fue hijo de Guillermo III de Montferrato y Waza. Era el hermano menor de Otón II de Montferrato. Junto a su hermano fue co-marqués de Montferrato a partir de 1042.

### Matrimonio
Hacia el 19 de enero de 1042 se casó con Adelaida de Susa, señora de Turín. Con esta unión se unían los dos principales marquesados del noroeste de Italia.
Enrique de Montferrat murió sin heredero alrededor del verano de 1044, o 1045. En los meses siguientes a su muerte (alrededor de 1045 o 1046), Adelaida de Susa se casó con Otón (más tarde conocido con el nombre de Otón I st de Saboya), hijo de Humberto aux-Blanches-Mains.